# Winx Club: Tajemnica morskich głębin
Winx Club: Tajemnica morskich głębin (ita. Winx Club − Il Mistero degli abissi) – włoski fantastyczny film animowany w reżyserii Iginio Straffi. Kontynuacja filmu Winx Club: Magiczna przygoda i serialu Klub Winx.

## Fabuła
Winx wracają do otchłani Nieskończonego Oceanu. Dzięki sojuszniczce Politei, Trix są w stanie uwolnić Tritannusa z Wymiaru Oblivion i chcą wykorzystać do tego Sky'a. Ich zły plan podbicia świata Magix jest bliski sukcesu. Podczas gdy Bloom i Sky spędzają wspólnie dzień, do Gardenii przybywają Icy, Darcy i Stormy, by porwać Sky'a do Nieskończonego Oceanu. Aby uratować księcia, Bloom może jak zawsze liczyć na pomoc przyjaciółek Winx i małych Selkie. Celem wiedźm staje się starożytna Perła z Głębin. Czarodziejki z Klubu Winx muszą powstrzymać Tritannusa i jego świtę oraz nie dopuścić, by zanieczyszczenia dotarły do Koralowej Bariery.

## Produkcja
Budżet filmu wyniósł 12 milionów euro.
Wyprodukowanie filmu zajęło dwa lata, a w projekt zaangażowane było 400 osób. Wykonano 112 rysunków koncepcyjnych, by określić 34 różnych planów filmowych oraz 167 różnych postaci. Ostatecznie wykonano 113 221 kadrów i ponad 6 milionów warstw w ich obrębie.

## Premiera
| Kraj:                        | Data premiery:       | Tytuł:                            |
| ---------------------------- | -------------------- | --------------------------------- |
| Włochy                       | 4 września 2014      | Il mistero degli abissi           |
| Rosja                        | 2 października 2014  | Тайна морской бездны              |
| Ukraina                      | 2 października 2014  |                                   |
| Polska                       | 3 października 2014  | Tajemnica morskich głębin         |
| Turcja                       | 3 października 2014  | Okyanusun Gizemi                  |
| Stany Zjednoczone            | 10 października 2014 | The Mystery of the Abyss          |
| Serbia                       | 30 października 2014 | Мистерија Амбиса Misterija Ambisa |
| Czechy                       | 30 października 2014 | V tajemných hlubinách             |
| Niemcy                       | 1 grudnia 2014       | Das Geheimnis des Ozeans          |
| Bułgaria                     | 26 grudnia 2014      | Мистерия от дълбините             |
| Francja                      | 1 stycznia 2015      | Le Mystère des Abysses            |
| Zjednoczone Emiraty Arabskie | 19 marca 2015        |                                   |
| Grecja                       | 12 kwietnia 2015     | Το Μυστήριο του Ωκεανού           |
| Finlandia                    | 5 maja 2015          | Syvyyksien salaisuus              |
| Liban                        | 14 maja 2015         |                                   |
| Jordania                     | 14 maja 2015         |                                   |
| Holandia                     | 25 czerwca 2015      | Het Mysterie van de Afrond        |
| Tajlandia                    | 24 lutego 2016       | ผจญอาณาจักรใต้ท้องทะเล               |

## Odbiór
Film w kinach wyświetlany był w 11 krajach. We Włoszech w weekend otwarcia film zarobił 972 838 dolarów i był trzecim najchętniej oglądanym filmem. Ostatecznie film zarobił we Włoszech 2 255 448 dolarów, a na całym świecie w kinach łącznie 5 337 409 dolarów.
Prawa do dystrybucji filmu wykupiło łącznie ponad 30 krajów.